# Slíďák tarentský
Slíďák tarentský (Lycosa tarantula) je mohutný druh pavouka z čeledi slíďákovití (Lycosidae), jenž se vyskytuje především v oblasti Středomoří.

## Výskyt
Slíďák tarentský je druh palearktické oblasti, s areálem výskytu od jižní Francie přes Itálii a Balkánský poloostrov až po Turecko a Střední východ, s možným výskytem na severu Afriky. Záznamy ze Španělska jsou nejspíše důsledkem záměny s příbuzným slíďákem španělským (L. hispanica).
V rámci L. tarantula je synonymizován kdysi samostatný druh L. narbonensis.
Slíďák tarentský žije v suchých a kamenitých oblastech s řídkou vegetací a aktivní je během noci. Buduje si hedvábím vystlané nory, jejichž ústí maskuje vegetací. Takové úkryty mohou zasahovat až do hloubky 30 cm.

## Popis
Jde o jednoho z největších evropských pavouků. Samice dosahují celkové délky těla 25 až 30 mm, samci potom 20 až 25 mm. Základní zbarvení je v případě samců bělošedé, v případě samic žlutohnědé. Hlavohruď zdobí dvojice hnědých podélných linek, dvojice postranních světlých linek (jež mohou splývat s podkladovým zbarvením) a centrální bělavý pruh. Kresbu zadečku tvoří hnědá podélná skvrna, rozpadající se do 2 trojúhelníků, na něž navazuje vzor tvořený tmavými šipkami prokládanými světlými linkami. Spodní část zadečku se vyznačuje černým pruhem, který ohraničují výstražné skvrny žlutého nebo oranžového zbarvení. Končetiny jsou šedohnědé, zespodu pruhované.

## Vztah s lidmi
Jméno slíďáka tarentského Lycosa tarantula je odvozeno od italského sídla Taranto v dnešní Apulii. Právě pro slíďáky začalo být prvotně používáno slavné pojmenování tarantule, následně přejaté spíše pro zástupce sklípkanů. Pod jménem tarantule lze slíďáka tarentského nalézt i v některé starší českojazyčné literatuře. Zvláště okolo 17. století bylo v Apulii kousnutí slíďáků považováno za vážnou hrozbu a je spojeno s taneční mánií nazvané tarantismus, jež však byla důsledkem hromadné úzkostné hysterické reakce. Označení tarantismus se někdy používá i pro systémovou reakci organismu na kousnutí slíďákem, byť jeho jed nepůsobí výrazné zdravotní obtíže; původcem případného vážnějšího onemocnění vyvolaného pavoučím kousnutím mohou být v tomto regionu nicméně snovačky rodu Latrodectus.